# Suriname-Dollar
Der Suriname-Dollar ist die Währung Surinames. Er wurde 2004 eingeführt und löste den Suriname-Gulden (Sƒ) ab. 1000 Gulden wurden gegen 1 Dollar eingetauscht.
Es wurden Münzen zu 1, 5, 10, 25, 100 und 250 Cent sowie Banknoten zu 5, 10, 20, 50 und 100 ausgegeben. Im Jahre 2024 kamen 200- und 500-Dollar-Banknoten hinzu.
Die Münzen entsprechen den Münzen des abgelösten Suriname-Guldens. Geprägt wurden sie von der Royal Mint in Llantrisant (Wales).